# Gyostega violaca
Gyostega violaca là một loài bướm đêm trong họ Geometridae.